# جائزة نيوزيلندا الكبرى 1969
جائزة نيوزيلندا الكبرى 1969 (بالإنجليزية: 1969_New_Zealand_Grand_Prix)‏ هو سباق فورمولا 1 أقيم بتاريخ 4 يناير 1969 في نيوزيلندا.